# Marcel Décarpentrie
Marcel Fidèle Gaspard Décarpentrie (Doornik, 14 april 1902 - 31 augustus 1980) was een Belgisch volksvertegenwoordiger.

## Levensloop
Décarpentrie was een van de drie zoons van Henri Décarpentrie (1873-1956) en Cornélie Cleppe (1873-1937). Hij trouwde met Mathilde Mottry (1905-1985) en ze hadden twee dochters.
Maatschappelijk assistent van beroep, werd hij in 1952 verkozen tot gemeenteraadslid van Doornik. In 1965 werd hij schepen.
In 1956 werd hij verkozen tot PSC-volksvertegenwoordiger voor het arrondissement Doornik-Aat. Hij vervulde het mandaat tot in 1965.